# BC Rilski Sportist
Le BC Rilski Sportist, est un club bulgare de basket-ball appartenant à l'élite du championnat bulgare.  Le club est basé dans la ville de Samokov.

## Palmarès
- Ligue de Balkans : 2009
- Coupe de Bulgarie : 2016, 2021

## Entraîneurs
- 2008-2011 :  Aleksandar Todorov
- 2011-2016 :  Rosen Barčovski
- ? :  Ludmil Hadjisotirov

## Joueurs et entraîneurs marquants
- Stefan Filipov
- Atanas Golomeev
- Georgi Panov
- Viktor Radev
- Willie Deane
- Priest Lauderdale
- Antonio Burks
- Sharaud Curry
- Charles Jones
- Larry O'Bannon
- Donta Smith
- Bryant Smith
- Alando Tucker
- Pero Antić
- Gjorgji Čekovski
- Riste Stefanov
- Damjan Stojanovski